# Jefe político superior de México
Jefe político superior fue el nombre que se dio, conforme a la Constitución de Cádiz de 1812, al más alto funcionario político y administrativo de la Provincia de Nueva España. De conformidad con el sistema constitucional, el Virreinato de Nueva España y los demás existentes en la América española se extinguieron y quedaron divididos en una serie de provincias jurídicamente iguales, gobernadas por un Jefe Político Superior nombrado por el rey y una diputación provincial de siete miembros, elegidos mediante un sistema de sufragio directo. Las provincias se subdividían en partidos, gobernados por jefes políticos subalternos.
El territorio del Virreinato de Nueva España quedó dividido en provincias, entre ellas la Provincia de Nueva España, cuya capital era la ciudad de México. El primer jefe político superior fue Félix María Calleja del Rey, que con el restablecimiento del absolutismo por Fernando VII en 1814 pasó a la condición de virrey de la Nueva España. En marzo de 1820, al restablecerse el régimen constitucional, el virrey Juan Ruiz de Apodaca, primer Conde de Venadito, pasó a la condición de jefe político superior y perdió la autoridad política y administrativa sobre los territorios del antiguo virreinato que no pertenecían a la resucitada Provincia de Nueva España. En julio de 1821 fue sustituido por Francisco Novella Azabal Pérez y Sicardo, quien fue jefe político superior interino hasta el arribo del reemplazo de Ruiz de Apodaca, Juan O'Donojú, poco tiempo después. O'Donojú fue el último jefe político superior de México, que suscribió con el caudillo independentista Agustín de Iturbide el tratado de Córdoba, mediante el cual se aceptaron el Plan de Iguala y la independencia de México.